# New Albany (Ohio)
New Albany is een plaats (village) in de Amerikaanse staat Ohio, en valt bestuurlijk gezien onder Franklin County.

## Demografie
Bij de volkstelling in 2000 werd het aantal inwoners vastgesteld op 3711.
In 2006 is het aantal inwoners door het United States Census Bureau geschat op 6345, een stijging van 2634 (71,0%).

## Geografie
Volgens het United States Census Bureau beslaat de plaats een oppervlakte van
23,1 km², geheel bestaande uit land. New Albany ligt op ongeveer 241 m boven zeeniveau.

## Economie

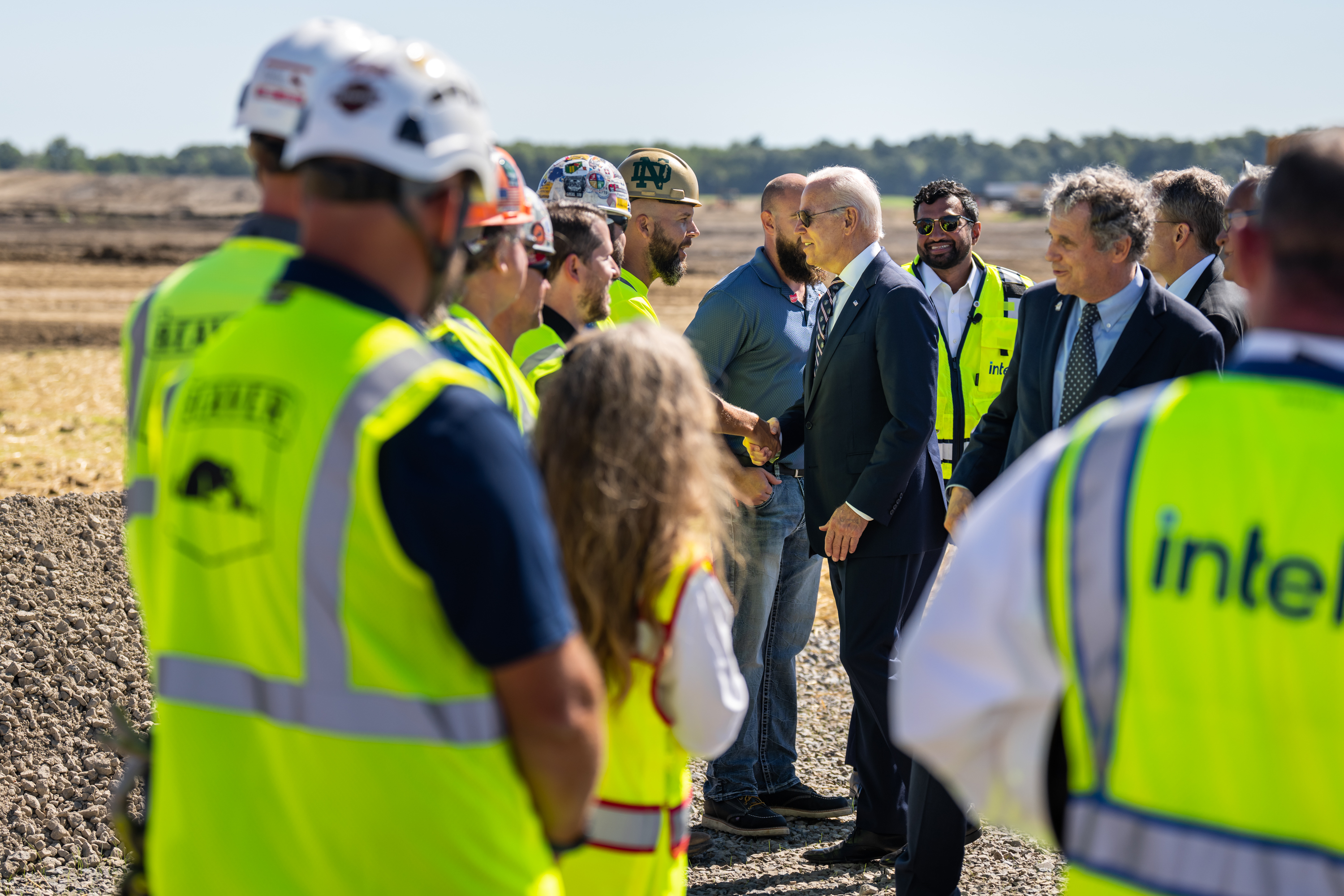
President Joe Biden in september 2022 bij de eerstesteen van de Intel halfgeleiderfabriek

In New Albany bevindt zich het hoofdkwartier van Abercrombie & Fitch. In 2020 opende Facebook een datacenter in New Albany. Google plaatste aanliggend dat jaar ook een eigen datacenter. In januari 2022 kondigde Intel plannen aan om 's werelds grootste halfgeleiderfabriek te bouwen op 375 hectare grond die was goedgekeurd om te worden geannexeerd bij New Albany. De bouw begon in september 2022 en zal naar verwachting eind 2026 voltooid zijn. Facebook, sinds 2021 Meta, bouwde in 2025 zijn datacenter verder uit met de Prometheus AI training-cluster, een datacenter met 500.000 NVIDIA DGX GB200/300 GPU-processors, met een kracht van 3,17 miljard TFLOPS (3,17 zettaFLOPS) en een elektrisch vermogen van 1 Gigawatt. Omwille van het gebrek aan stroom in de regio, bouwt Meta hierbij ook twee gascentrales met een vermogen van elk 200 MW.

## Plaatsen in de nabije omgeving
De onderstaande figuur toont nabijgelegen plaatsen in een straal van 16 km rond New Albany.